# Србија на Европским играма 2015.
Србија је учествовала на 1. Европским играма 2015. одржаним од 12. до 28. јуна у главном граду Азербејџана Бакуу.
Право наступа изборило је на основу европских и светских листа или на основу успеха на квалификационим такмичењима 132 учесника, 74 у 17 индивидуалних спортова и 58 у 5 екипа три екипна спорта.
На свечаном отварању Игара заставу Србије носила је олимпијска победница у теквонду Милица Мандић, а на затварању Игара кошаркаш  Душан Домовић Булут.

## Учесници по спортовима
| Спорт          | Мушкарци | Жене | Укупно |
| -------------- | -------- | ---- | ------ |
| Бадминтон      | 1        | 1    | 2      |
| Бициклизам     | 2        | 1    | 3      |
| Бокс           | 1        | 1    | 2      |
| Ватерполо      | 13       | 13   | 26     |
| Гимнастика     | 3        | 1    | 4      |
| Кајак и кану   | 9        | 4    | 13     |
| Карате         | 2        | 1    | 3      |
| Кошарка        | 4        | -    | 4      |
| Мачевање       | 1        | -    | 1      |
| Одбојка        | 14       | 14   | 28     |
| Пливање        | 2        | 2    | 4      |
| Рвање          | 7        | -    | 7      |
| Самбо          | -        | 1    | 1      |
| Скокови у воду | 1        | -    | 1      |
| Стони тенис    | 1        | 3    | 4      |
| Стреличарство  | 1        | -    | 1      |
| Стрељаштво     | 7        | 5    | 12     |
| Теквондо       | 2        | 4    | 6      |
| Триатлон       | 1        | -    | 1      |
| Џудо           | 8        | 1    | 8      |
| Укупно (20)    | 80       | 52   | 132    |

| Марко Јанковић   |  | Стефан Тодоровски |  |  |
| Петар Касум      |  | Марко Тубић       |  |  |
| Јасмин Колашинац |  | Петар Велкић      |  |  |
| Никола Лукић     |  | Матија Влаховић   |  |  |
| Владан Митровић  |  | Ђорђе Вучинић     |  |  |
| Драгољуб Рогач   |  | Урош Вуковић      |  |  |
| Кристијан Шулц   |  |                   |  |  |

| Марко Савић         |
| Душан Домовић Булут |
| Марко Ждеро         |
| Дејан Мајсторовић   |

| Ана Бјалица         |  | Брижитка Молнар   |  |  |
| Бианка Буша         |  | Јелена Николић    |  |  |
| Марта Дрпа          |  | Мина Поповић      |  |  |
| Бојана Живковић     |  | Силвија Поповић   |  |  |
| Тијана Малешевић    |  | Милена Рашић      |  |  |
| Бранкица Михајловић |  | Маја Савић        |  |  |
| Слађана Мирковић    |  | Јована Стевановић |  |  |

| Марко Јанковић   |  | Стефан Тодоровски |  |  |
| Петар Касум      |  | Марко Тубић       |  |  |
| Јасмин Колашинац |  | Петар Велкић      |  |  |
| Никола Лукић     |  | Матија Влаховић   |  |  |
| Владан Митровић  |  | Ђорђе Вучинић     |  |  |
| Драгољуб Рогач   |  | Урош Вуковић      |  |  |
| Кристијан Шулц   |  |                   |  |  |

| Марко Савић         |
| Душан Домовић Булут |
| Марко Ждеро         |
| Дејан Мајсторовић   |

| Ана Бјалица         |  | Брижитка Молнар   |  |  |
| Бианка Буша         |  | Јелена Николић    |  |  |
| Марта Дрпа          |  | Мина Поповић      |  |  |
| Бојана Живковић     |  | Силвија Поповић   |  |  |
| Тијана Малешевић    |  | Милена Рашић      |  |  |
| Бранкица Михајловић |  | Маја Савић        |  |  |
| Слађана Мирковић    |  | Јована Стевановић |  |  |

| Спорт        |   |   |   |    |
| ------------ | - | - | - | -- |
| Ватерполо    | 1 | 0 | 0 | 1  |
| Кајак и кану | 2 | 1 | 0 | 3  |
| Кошарка      | 0 | 0 | 1 | 1  |
| Одбојка      | 0 | 0 | 1 | 1  |
| Пливање      | 0 | 0 | 1 | 1  |
| Рвање        | 0 | 1 | 0 | 1  |
| Самбо        | 1 | 0 | 0 | 1  |
| Стрељаштво   | 4 | 0 | 0 | 4  |
| Теквондо     | 0 | 2 | 0 | 2  |
| Укупно (9)   | 8 | 4 | 3 | 15 |

## Бадминтон
Мушкарци
| Такмичарка  | Дисциплина  | Групни део     | Групни део   | Групни део         | Групни део | Осмина финала    | Четвртфин.       | Полуфин.         | Финале           | Финале           | Детаљи |
| Такмичарка  | Дисциплина  | Против. Рез.   | Против. Рез. | Против. Рез.       | Пласман    | Против. Рез.     | Против. Рез.     | Против. Рез.     | Против. Рез.     | Пласман          | Детаљи |
| ----------- | ----------- | -------------- | ------------ | ------------------ | ---------- | ---------------- | ---------------- | ---------------- | ---------------- | ---------------- | ------ |
| Игор Бјелан | појединачно | Кукалl ПОР 0:2 | Бони ПОР 0:2 | Емре Вурал ПОР 1:2 | 4. у гр. Е | Није се пласирао | Није се пласирао | Није се пласирао | Није се пласирао | Није се пласирао |        |

Жене
| Такмичарка   | Дисциплина  | Групни део          | Групни део        | Групни део       | Групни део | Осмина финала     | Четвртфин.        | Полуфин.          | Финале            | Финале            | Детаљи |
| Такмичарка   | Дисциплина  | Против. Рез.        | Против. Рез.      | Против. Рез.     | Пласман    | Против. Рез.      | Против. Рез.      | Против. Рез.      | Против. Рез.      | Пласман           | Детаљи |
| ------------ | ----------- | ------------------- | ----------------- | ---------------- | ---------- | ----------------- | ----------------- | ----------------- | ----------------- | ----------------- | ------ |
| Милица Симић | појединачно | Kjaersfeldt ПОР 0:2 | Гонкалвес ПОР 0:2 | Азуменди ПОР 0:2 | 4. у гр. Б | Није се пласирала | Није се пласирала | Није се пласирала | Није се пласирала | Није се пласирала |        |

## Бициклизам

### Друмски бициклизам
Мушкарци
| Бициклиста        | Дисциплина   | Време            | Пласман          | Детаљи |
| ----------------- | ------------ | ---------------- | ---------------- | ------ |
| Габор Каса        | Хронометар   | 1:08:55,55       | 34./ 39 (41)     |        |
| Габор Каса        | Друмска трка | Није се пласирао | Није се пласирао |        |
| Мило Борисављевић | Друмска трка | Није се пласирао | Није се пласирао |        |

### Брдски бициклизам
Жене
| Бициклиста       | Дисциплина  | Време          | Пласман       | Детаљи |
| ---------------- | ----------- | -------------- | ------------- | ------ |
| Јована Црногорац | Крос контри | круг заостатка | 19. / 25 (26) |        |

## Бокс
Мушкарци
| Такмичар            | Дисциплина        | 1/16               | Осмина финала      | Четвртфинале       | Полуфинале         | Финале             | Финале           | Детаљи |
| Такмичар            | Дисциплина        | Противник Резултат | Противник Резултат | Противник Резултат | Противник Резултат | Противник Резултат | Пласман          | Детаљи |
| ------------------- | ----------------- | ------------------ | ------------------ | ------------------ | ------------------ | ------------------ | ---------------- | ------ |
| Александар Дреновак | средња категорија | Каваларо ПОР 0:3   | Није се пласирао   | Није се пласирао   | Није се пласирао   | Није се пласирао   | Није се пласирао |        |

Жене
| Такмичар     | Дисциплина      | 1/16                   | Осмина финала        | Четвртфинале       | Полуфинале         | Финале             | Финале            | Детаљи |
| Такмичар     | Дисциплина      | Противник Резултат     | Противник Резултат   | Противник Резултат | Противник Резултат | Противник Резултат | Пласман           | Детаљи |
| ------------ | --------------- | ---------------------- | -------------------- | ------------------ | ------------------ | ------------------ | ----------------- | ------ |
| Јелена Јелић | лака категорија | Вивијен Чомбор ПОБ 2:0 | Тасена Бугар ПОР 0:3 | Није се пласирала  | Није се пласирала  | Није се пласирала  | Није се пласирала |        |

## Ватерполо

### Мушки турнир
1. Марко Јанковић
2. Петар Касум
3. Јасмин Колашинац
4. Никола Лукић
5. Владан Митровић
6. Драгољуб Рогач
7. Кристијан Шулц
8. Стефан Тодоровски
9. Марко Тубић
10. Петар Великић
11. Матија Влаховић
12. Ђорђе Вучинић
13. Урош Вуковић

#### Група Д
| 13. јун 2015. | Србија | 14 : 5 | Словачка | Баку |

| 14. јун 2015. | Србија | 9 : 10 | Шпанија | Баку |

| 15. јун 2015. | Србија | 18 : 3 | Малта | Баку |

| Боје                         |
| ---------------------------- |
| Квалификован за четвртфинале |
| Квалификован за плеј оф      |

|   | Репрезентација | ОУ | ПО | Н | И | ДГ | ПГ | ГР  | Бод |
| - | -------------- | -- | -- | - | - | -- | -- | --- | --- |
| 1 | Шпанија        | 3  | 3  | 0 | 0 | 46 | 22 | +24 | 9   |
| 2 | Србија         | 3  | 2  | 0 | 1 | 41 | 18 | +23 | 6   |
| 3 | Словачка       | 3  | 1  | 0 | 2 | 29 | 36 | -7  | 3   |
| 4 | Малта          | 3  | 0  | 0 | 3 | 15 | 55 | 40  | 0   |

#### Плеј оф
| 16. јун 2015. | Србија | 8 : 2 | Румунија | Баку |

#### Четвртфинале
| 17. јун 2015. | Србија | 8 : 7 | Италија | Баку |

#### Полуфинале
| 19. јун 2015. | Србија | 7 (6) : 7 (5) | Грчка | Баку |

#### Финале
| 19. јун 2015. 19:30 | Србија | 8 : 7 | Шпанија | Баку |

### Женски турнир
1. Исидора Дамњановић
2. Јулијана Илић
3. Нина Јосифовић
4. Вивијен Јухас
5. Јања Капларевић
6. Лара Лука
7. Андреа Марковић
8. Ања Мишковић
9. Нада Новаковић
10. Анђела Петровић
11. Теодора Рудић
12. Александра Ружић
13. Љубица Војновићћ

#### Група Б
| 12. јун 2015. 13,45 | Србија | 4 : 14 | Шпанија | Баку |

| 13. јун 2015. 13:00 | Србија | 8 : 9 | Словачка | Баку |

| 14. јун 2015. 13:00 | Србија | 4 : 17 | Италија | Баку |

| 15. јун 2015. 11:15 | Србија | 7 : 9 | Француска | Баку |

| 16. јун 2015. 16:00 | Србија | 3 : 28 | Русија | Баку |

| Боје                         |
| ---------------------------- |
| Квалификован за четвртфинале |
| Квалификован за плеј оф      |

|   | Репрезентација | ОУ | ПО | Н | И | ДГ | ПГ | ГР  | Бод |
| - | -------------- | -- | -- | - | - | -- | -- | --- | --- |
| 1 | Русија         | 5  | 4  | 1 | 0 | 89 | 29 | +60 | 13  |
| 2 | Шпанија        | 5  | 4  | 0 | 1 | 75 | 33 | +42 | 12  |
| 3 | Италија        | 5  | 3  | 1 | 1 | 76 | 37 | +39 | 10  |
| 4 | Словачка       | 5  | 2  | 0 | 3 | 33 | 64 | -31 | 6   |
| 5 | Француска      | 5  | 1  | 0 | 4 | 27 | 83 | -56 | 3   |
| 6 | Србија         | 5  | 0  | 0 | 5 | 26 | 80 | -54 | 0   |

### Утакмице за пласнман од 7 до 12 места
Четвртфинале
| 17. јун 2015. 7:30 | Србија | 11 : 3 | Уједињено Краљевство | Баку |

Полуфинале
| 18. јун 2015. 14:30 | Србија | 6 : 10 | Словачка | Баку |

Утакмица за 9 место
| 20. јун 2015. 7:30 | Србија | 7 : 3 | Француска | Баку |

Репрезентација Србије је освојила 9. место

## Гимнастика

### Мушкарци
| Такмичар         | врста  | Финале     | Финале     | Финале     | Финале     | Финале     | Финале     | Финале  | Финале  |
| Такмичар         | врста  | Дисциплине | Дисциплине | Дисциплине | Дисциплине | Дисциплине | Дисциплине | Укупно  | Пласман |
| Такмичар         | врста  | П          | КХ         | К          | КП         | Р          | В          | Укупно  | Пласман |
| ---------------- | ------ | ---------- | ---------- | ---------- | ---------- | ---------- | ---------- | ------- | ------- |
| Бојан Дејановић  | Екипно | 13.233     | DSC        | DSC        | 14.200     | 13.400     | 13.366     | Укупно  | Пласман |
| Милош Пауновић   | Екипно | DSC        | 12.433     | 13.466     | DSC        | 13.833     | 12.633     | Укупно  | Пласман |
| Петар Величковић | Екипно | 13.633     | 12.833     | 11.733     | 13.333     | DSC        | DSC        | Укупно  | Пласман |
| Укупно           | Екипно | 26.866     | 25.266     | 25.199     | 27.533     | 27.233     | 25.999     | 158.096 | 20      |

### Жене
| Такмичарка         | врста   | Квалификације | Квалификације | Квалификације | Квалификације | Квалификације | Квалификације | Финале           | Финале           | Финале           | Финале           | Финале           | Финале           |
| Такмичарка         | врста   | Дисциплине    | Дисциплине    | Дисциплине    | Дисциплине    | Укупно        | Пласман       | Дисциплине       | Дисциплине       | Дисциплине       | Дисциплине       | Укупно           | Пласман          |
| Такмичарка         | врста   | П             | КП            | ДР            | Г             | Укупно        | Пласман       | П                | КП               | ДР               | Г                | Укупно           | Пласман          |
| ------------------ | ------- | ------------- | ------------- | ------------- | ------------- | ------------- | ------------- | ---------------- | ---------------- | ---------------- | ---------------- | ---------------- | ---------------- |
| Александра Рајачић | Вишебој | 11.066        | 12.800        | 11.933        | 10.300        | 46.099        | 59            | Није се плсирала | Није се плсирала | Није се плсирала | Није се плсирала | Није се плсирала | Није се плсирала |

## Кајак и кану
Мушкарци
| Такмичар                                                  | Дисциплина | Групе         | Групе        | Полуфинале                       | Полуфинале                       | Финале      | Финале      | Детаљи |
| Такмичар                                                  | Дисциплина | Време         | Пласман      | Време                            | Пласман                          | Време       | Пласман     |        |
| --------------------------------------------------------- | ---------- | ------------- | ------------ | -------------------------------- | -------------------------------- | ----------- | ----------- | ------ |
| Марко Драгосављевић                                       | К1-200 м   | 35,309 35,842 | 3 у гр.1 КВ  | 34,881                           | 1 у пф. 2                        | 35,842      | =4          |        |
| Марко Томићевић                                           | К1-1.000 м | 3:41,142      | 2 у гр. 3 КВ | 3:24,651                         | 3 у пф 1 КВ                      | 3:35,132    | 8.          |        |
| Миленко Зорић                                             | К1-5.000 м |               |              |                                  |                                  | 21:46,941   | 11          |        |
| Небојша Грујић Марко Новаковић                            | К2-200 м   | 31,582        | 1 у гр 2 АКВ | Аутоматски квалификован у финале | Аутоматски квалификован у финале | 31,910      |             |        |
| Симо Болтић Владимир Турубаров                            | К2-1.000 м | 3:22,381      | 8. у гр. 1   | Елиминисани                      | Елиминисани                      | Елиминисани | Елиминисани |        |
| Симо Болтић Владимир Турубаров Ервин Холперт Дејан Терзић | К4-1.000 м | 2:52,417      | 4 у гр. 1 КВ | 2:50,640                         | 2 КВ                             | 3:10,740    | 6.          |        |

Жене
| Такмичарка                                                               | Дисциплина | Групе    | Групе          | Полуфинале                        | Полуфинале                        | Финале          | Финале          | Детаљи |
| Такмичарка                                                               | Дисциплина | Време    | Пласман        | Време                             | Пласман                           | Време           | Пласман         |        |
| ------------------------------------------------------------------------ | ---------- | -------- | -------------- | --------------------------------- | --------------------------------- | --------------- | --------------- | ------ |
| Николина Молдован                                                        | К1-200 м   | 41,903   | 4 у гр. 3 КВ   | 39.653                            | 1 у пф. 1 КВ                      | 42.007          | 5.              |        |
| Николина Молдован                                                        | К1-500 м   | 1:54,999 | 3. у гр. 3 КВ  | 1:47,856                          | 1 у пф. 1 КВ                      | 7.              |                 |        |
| Николина Молдован                                                        | К1-5.000 м |          |                |                                   |                                   | Није стартовала | Није стартовала |        |
| Оливера Молдован Николина Молдован                                       | К2-200 м   | 37,274   | 1 у гр. 2 АКВ  | Аутоматски квалификоване у финале | Аутоматски квалификоване у финале | 37,699          |                 |        |
| Далма Ружичић-Бенедек Милица Старовић                                    | К2-500 м   | 1:38,191 | 1. u gr. 2 АКВ | Аутоматски квалификоване у финале | Аутоматски квалификоване у финале | 1:49,904        |                 |        |
| Далма Ружичић-Бенедек Милица Старовић Оливера Молдован Николина Молдован | К4-500 м   | 1:34.019 | 2. у гр. 2 АКВ | Аутоматски квалификоване у финале | Аутоматски квалификоване у финале | 1:34.398        | 5.              |        |

## Карате
Мушкарци
| Такмичар         | Дисциплина | Групни део       | Групни део       | Групни део          | Групни део | Полуфин.         | Меч за 3. место            | Финале       | Финале  | Детаљи |
| Такмичар         | Дисциплина | Против. Рез.     | Против. Рез.     | Против. Рез.        | Пласман    | Против. Рез.     | Против. Рез.               | Против. Рез. | Пласман | Детаљи |
| ---------------- | ---------- | ---------------- | ---------------- | ------------------- | ---------- | ---------------- | -------------------------- | ------------ | ------- | ------ |
| Марко Антић      | -60 кг     | Agoudjil ПОБ 1:0 | Плакутин ПОБ 2:0 | Емил Павлов НЕР 0:0 | 1.         | Мареска ПОР 0 :6 | Емил Павлов ПОР 0:2        |              | 4.      |        |
| Слободан Битевић | +84 кг     | Рејс ПОБ 2:1     | Шепард ПОБ 1:0   | Хорне ПОР 0:3       | 2.         | Еркан ПОР 1:2    | Мартин Несторовски ПОР 0:8 |              | 4.      |        |

Жене
| Такмичарка         | Дисциплина | Групни део            | Групни део        | Групни део          | Групни део | Полуфин.          | Финале / Бронза   | Финале / Бронза   | Детаљи |
| Такмичарка         | Дисциплина | Против. Рез.          | Против. Рез.      | Против. Рез.        | Пласман    | Против. Рез.      | Против. Рез.      | Пласман           | Детаљи |
| ------------------ | ---------- | --------------------- | ----------------- | ------------------- | ---------- | ----------------- | ----------------- | ----------------- | ------ |
| Бранка Аранђеловић | -55 кг     | Ферер Гарсија ПОР 0:1 | Емили Туи ПОР 0:3 | Алстадсетер ПОБ 4:0 | 3.         | Није се пласирала | Није се пласирала | Није се пласирала |        |

## Кошарка
1. Марко Савић
2. Душан Домовић Булут
3. Марко Ждеро
4. Дејан Мајсторовић

### Група Ц
| 23. јун, 2015. 19:55 | 1. коло | Србија | 21 : 14 | Италија | Кошаркашка арена, Баку |  |

| 24. јун 2015. 16:45 | 2. коло | Србија | 18 : 17 | Естонија | Кошаркашка арена, Баку |  |

| 24. јун, 2015. 21:35 | 3. коло | Србија | 22 : 17 | Грчка | Кошаркашка арена, Баку |  |

| Репрезентација | Ут | Поб | Изг | К+ | К-  | КР  | Б |
| -------------- | -- | --- | --- | -- | --- | --- | - |
| Србија         | 3  | 3   | 0   | 61 | 48  | +13 | 6 |
| Грчка          | 3  | 2   | 1   | 47 | 479 | 0   | 4 |
| Италија        | 3  | 1   | 2   | 44 | 43  | +1  | 2 |
| Естонија       | 3  | 0   | 3   | 44 | 58  | -14 | 0 |

#### Оснина финала
| 25. јун 2015. 17:30 |  | Србија | 21 : 13 | Турска | Кошаркашка арена, Баку |  |

#### Четвртфинале
| 25. јун 2015. 22:00 |  | Србија | 17 : 11 | Литванија | Кошаркашка арена, Баку |  |

#### Полуфинале
| 26. јун 2015. 18:00 |  | Србија | 16 : 19 | Шпанија | Кошаркашка арена, Баку |  |

#### Меч за треће место
| 26. јун 2015. 20:00 |  | Србија | 21 : 14 | Словенија | Кошаркашка арена, Баку |  |

## Мачевање

### Жене
| Такмичарка   | дисциплина | Група    | Група         | Шеснаестина финала          | Осмина финала      | Четвртфинале       | Полуфинале         | Финале             | Пласман           | Детаљи |
| Такмичарка   | дисциплина | Резултат | Плас. у групи | Противник Резултат          | Противник Резултат | Противник Резултат | Противник Резултат | Противник Резултат | Пласман           | Детаљи |
| ------------ | ---------- | -------- | ------------- | --------------------------- | ------------------ | ------------------ | ------------------ | ------------------ | ----------------- | ------ |
| Романа Царан | мач, жене  | 2:4      | 5. у гр Б     | Ана Кун · Мађарска ПОР 7:15 | Није се пласирала  | Није се пласирала  | Није се пласирала  | Није се пласирала  | Није се пласирала |        |

Резултати Романе Царан у групи Б
| 1  | Корина Лоренс    | Велика Британија | 3:5 |
| 2. | Самира Хусејнова | Азербејџан       | 5:3 |
| 3. | Река Бохуш       | Мађарска         | 5:2 |
| 4. | Камила Батини    | Италија          | 4:5 |
| 5. | Ерика Кирпу      | Естонија         | 1:5 |
| 6. | Олга Кочнева     | Русија           | 3:5 |

Пласман у групи Б
| Име             | Добила | Бр. борби | Коеф. успеха | +  | -  | +/- | Белешка |
| --------------- | ------ | --------- | ------------ | -- | -- | --- | ------- |
| 5. Романа Царан | 2      | 6         | 0,333        | 21 | 25 | -4  | КВ      |

## Одбојка

### Мушки турнир
1. Максим Буцуљевић
2. Константин Чупковић
3. Милорад Капур
4. Милан Катић
5. Лазар Копривица
6. Петар Крсмановић
7. Дражен Лубурић
8. Михајло Митић
9. Марко Николић
10. Душан Петковић
11. Дејан Радић
12. Милан Рашић
13. Горан Шкундрић
14. Филип Стоиловић

##### Група А
| Бр | Репрезентација | Утакмице | Утакмице | Утакмице | Сетови | Сетови   | Сетови       | Поени      | Поени      | Поени         | Бодови |
| Бр | Репрезентација | играли   | добили   | изгубили | добили | изгубили | Сет Количник | пос. поени | изг. поени | Поен количник | Бодови |
| -- | -------------- | -------- | -------- | -------- | ------ | -------- | ------------ | ---------- | ---------- | ------------- | ------ |
| 1. | Пољска         | 5        | 5        | 0        | 15     | 6        | 2,500        | 446        | 401        | 1,157         | 12     |
| 2. | Француска      | 5        | 4        | 1        | 14     | 5        | 2,800        | 431        | 381        | 1,131         | 12     |
| 3. | Турска         | 5        | 3        | 2        | 11     | 9        | 1,222        | 449        | 414        | 1,085         | 9      |
| 4. | Србија         | 5        | 2        | 3        | 11     | 9        | 1,222        | 430        | 419        | 1,026         | 8      |
| 5. | Финска         | 5        | 1        | 4        | 3      | 14       | 0,214        | 334        | 493        | 0,829         | 2      |
| 6. | Азербејџан     | 5        | 0        | 5        | 4      | 15       | 0,267        | 356        | 446        | 0,798         | 2      |

### Женски турнир
1. Ана Бјалица
2. Бианка Буша
3. Марта Дрпа
4. Бојана Живковић
5. Тијана Малешевић
6. Бранкица Михајловић
7. Слађана Мирковић
8. Брижитка Молнар
9. Јелена Николић
10. Мина Поповић
11. Силвија Поповић
12. Милена Рашић
13. Маја Савић
14. Јована Стевановић

#### Група Б
| Бр | Репрезентација | Утакмице | Утакмице | Утакмице | Сетови | Сетови   | Сетови       | Поени      | Поени      | Поени         | Бодови |
| Бр | Репрезентација | играли   | добили   | изгубили | добили | изгубили | Сет Количник | пос. поени | изг. поени | Поен количник | Бодови |
| -- | -------------- | -------- | -------- | -------- | ------ | -------- | ------------ | ---------- | ---------- | ------------- | ------ |
| 1. | Србија         | 5        | 4        | 1        | 14     | 4        | 3,500        | 426        | 539        | 1,187         | 13     |
| 2. | Холандија      | 5        | 4        | 1        | 12     | 7        | 1,714        | 432        | 405        | 1,067         | 11     |
| 3. | Немачка        | 5        | 3        | 2        | 12     | 8        | 1.500        | 424        | 434        | 0,986         | 9      |
| 4. | Русија         | 5        | 2        | 3        | 7      | 11       | 0,636        | 392        | 406        | 0,999         | 5      |
| 5. | Бугарска       | 5        | 1        | 4        | 6      | 12       | 0,500        | 390        | 404        | 0,965         | 4      |
| 6. | Хрватска       | 5        | 1        | 4        | 4      | 13       | 0,308        | 352        | 412        | 0,854         | 3      |

## Пливање

### Мушкарци
| Такмичар         | Дисциплина     | Групе | Групе         | Полуфинале       | Полуфинале       | Финале           | Финале   | Белешка |
| Такмичар         | Дисциплина     | Време | Пласман       | Време            | Пласман          | Време            | Пласман  | Белешка |
| ---------------- | -------------- | ----- | ------------- | ---------------- | ---------------- | ---------------- | -------- | ------- |
| Андреј Барна     | 50 м слободно  |       |               |                  |                  |                  |          |         |
| Андреј Барна     | 100 м слободно | 50,50 | 1. у гр. 6 КВ | 50,54            | 2. у пф 1 КВ     | 50,65            | 8 / 65   |         |
| Андреј Барна     | 200 м слободно |       |               |                  |                  |                  |          |         |
| Матија Пуцаревић | 100 м слободно | 52,33 | 10 и гр. 7    | Није се пласирао | Није се пласирао | Није се пласирао | =46 / 65 |         |
| Матија Пуцаревић | 50 м делфин    | 25,83 | 8.у гр.4      | Није се пласирао | Није се пласирао | Није се пласирао | 44. /61  |         |
| Матија Пуцаревић | 100 м делфин   |       |               |                  |                  |                  |          |         |

### Жене
| Такмичарка | Дисциплина     | Групе       | Групе        | Полуфинале        | Полуфинале        | Финале            | Финале  | Белешка |
| Такмичарка | Дисциплина     | Време       | Пласман      | Време             | Пласман           | Време             | Пласман | Белешка |
| ---------- | -------------- | ----------- | ------------ | ----------------- | ----------------- | ----------------- | ------- | ------- |
| Ања Цревар | 400 м слободно | 4:30,14     | 10. у гр. 4  |                   |                   | Није се пласирала | 31. /45 |         |
| Ања Цревар | 200 м мешовито | 2:17,23 РЕИ | 1 у гр. 2 КВ | 2:16.56           | 4 у пф. 2 кв      |                   |         |         |
| Ања Цревар | 400 м мешовито | 4:50,43     | 2 у гр. 3 КВ |                   |                   | 4:45,84           |         |         |
| Мила Медић | 50 м прсно     | 33,77       | 8 у гр. 2    | Није се пласирала | Није се пласирала | Није се пласирала | 22./ 34 |         |
| Мила Медић | 100 м прсно    | 1:13,90     | 8 у ге 3.    | Није се пласирала | Није се пласирала | Није се пласирала | 25. /35 |         |
| Мила Медић | 200 м прсно    |             |              |                   |                   |                   |         |         |

## Рвање
Мушкарци грчко-римски стил
| Такмичар               | Дисциплина                | 1. коло          | Осмина финала    | Четвртфин.         | Полуфин.         | Репасаж / Бронза | Финале             | Детаљи |
| Такмичар               | Дисциплина                | Против. Рез.     | Против. Рез.     | Против. Рез.       | Против. Рез.     | Против. Рез.     | Против. Рез.       | Детаљи |
| ---------------------- | ------------------------- | ---------------- | ---------------- | ------------------ | ---------------- | ---------------- | ------------------ | ------ |
| Кристијан Фрис         | - 59 кг грч-рим, мушкарци | Хапамаки ПОР 1:3 | Није се пласирао | Није се пласирао   | Није се пласирао | Није се пласирао | Није се пласирао   |        |
| Александар Максимовић, | - 66 кг грч-рим, мушкарци | Томесен ПОБ 3:0  | Угурли ПОБ 5:0   | Arutyunyan ПОР 1:4 | Није се пласирао | Није се пласирао | Није се пласирао   |        |
| Мате Немеш             | - 71 кг грч-рим, мушкарци | слободан         | Денисов ПОР 1:3  | Није се пласирао   | Није се пласирао | Није се пласирао | Није се пласирао   |        |
| Виктор Немеш,          | - 75 кг грч-рим, мушкарци | Нилсон ПОБ 3:0   | Русо ПОБ 4:0     | Ајселе ПОБ 3:1     | Пишков ПОБ 3:1   |                  | Мурсалијев ПОР 1:3 |        |
| Петар Бало,            | - 80 кг грч-рим, мушкарци | слободан         | Јерсгрен ПОР 0:3 | Није се пласирао   | Није се пласирао | Није се пласирао | Није се пласирао   |        |
| Дејан Фрањковић        | - 85 кг грч-рим, мушкарци | Beleniuk ПОР 0:4 | Није се пласирао | Није се пласирао   | Није се пласирао | Није се пласирао | Није се пласирао   |        |

Мушкарци слободни стил
| Такмичар       | Дисциплина                | 1. коло      | Осмина финала         | Четвртфин.       | Полуфин.         | Репасаж          | Бронза            | Финале       | Детаљи |
| Такмичар       | Дисциплина                | Против. Рез. | Против. Рез.          | Против. Рез.     | Против. Рез.     | Против. Рез.     | Против. Рез.      | Против. Рез. | Детаљи |
| -------------- | ------------------------- | ------------ | --------------------- | ---------------- | ---------------- | ---------------- | ----------------- | ------------ | ------ |
| Заур Ефендијев | -70 кг слободно, мушкарци | слободан     | Газимомомедов ПОР 1:3 | Није се пласирао | Није се пласирао | Nedealco ПОБ 5:0 | Јакип Гор ПОР 1:4 |              |        |

## Самбо
Жене
| Такмичарка    | Дисциплина | Четвртфинале       | Полуфинале         | Меч за бронзу      | Финале             | Пласман | Детаљи |
| Такмичарка    | Дисциплина | Противник Резултат | Противник Резултат | Противник Резултат | Противник Резултат | Пласман | Детаљи |
| ------------- | ---------- | ------------------ | ------------------ | ------------------ | ------------------ | ------- | ------ |
| Ивана Јандрић | 68 кг      | Репеско ПОБ 4:0    | Захарцова ПОБ 4:0  |                    | Намазова ПОБ 2:0   |         |        |

## Скокови у воду
Мушкарци
| Такмичар       | Дисциплина | Предтакмичење | Предтакмичење | Полуфинале           | Полуфинале           | Финале               | Финале   | Финале |
| Такмичар       | Дисциплина | Бодови        | Место         | Бодови               | Место                | Укупно бодова        | Пласман  | Детаљи |
| -------------- | ---------- | ------------- | ------------- | -------------------- | -------------------- | -------------------- | -------- | ------ |
| Михајло Ћурчић | 1 м даска  | 325,65        | 28.           | Није се квалификовао | Није се квалификовао | Није се квалификовао | 28. / 30 |        |

## Стони тенис
Мушкарци
| Такмичарка             | Дисциплина           | 1. коло          | 2. коло          | 3. коло          | Четвртфин.       | Полуфин.         | Финале           | Финале           | Детаљи |
| Такмичарка             | Дисциплина           | Против. Рез.     | Против. Рез.     | Против. Рез.     | Против. Рез.     | Против. Рез.     | Против. Рез.     | Пласман          | Детаљи |
| ---------------------- | -------------------- | ---------------- | ---------------- | ---------------- | ---------------- | ---------------- | ---------------- | ---------------- | ------ |
| Александар Каракашевић | мушкарци појединачно | Ван Јанг ПОР 3:4 | Није се пласирао | Није се пласирао | Није се пласирао | Није се пласирао | Није се пласирао | Није се пласирао |        |

Жене
| Такмичарка                                         | Дисциплина       | 1. коло             | 2. коло           | 3. коло           | Четвртфин.        | Полуфин.          | Финале            | Финале            | Детаљи |
| Такмичарка                                         | Дисциплина       | Против. Рез.        | Против. Рез.      | Против. Рез.      | Против. Рез.      | Против. Рез.      | Против. Рез.      | Пласман           | Детаљи |
| -------------------------------------------------- | ---------------- | ------------------- | ----------------- | ----------------- | ----------------- | ----------------- | ----------------- | ----------------- | ------ |
| Габријела Фехер                                    | жене појединачно | Гжибовска ПОБ 3:2   | Полцанова ПОР 0:4 | Није се пласирала | Није се пласирала | Није се пласирала | Није се пласирала | Није се пласирала |        |
| Анамарија Ердељи,                                  | жене појединачно | Ђарди ПОБ 3:0       | Зоља ПОР 2:4      | Није се пласирала | Није се пласирала | Није се пласирала | Није се пласирала | Није се пласирала |        |
| Габријела Фехер Анамарија Ердељи Андреа Тодориовић | жене екипно      | Холандија · ПОР 0:3 |                   |                   | Нису се пласирали | Нису се пласирали | Нису се пласирали | Нису се пласирали |        |

| Меч | Србија                           | Резултат                       | Холандија          |
| --- | -------------------------------- | ------------------------------ | ------------------ |
| 1   | Габријела Фехер                  | 0:3 (9:11, 5:11, 10:12)        | Ље Ђао             |
| 2.  | Анамарија Ердељи                 | 0:3 (10:12, 6:11, 8:11         | Ли Ђе              |
| 3.  | Андреа Тодоровић Габријела Фехер | 1:3 (10:12, 11:7, 10:12, 2:11) | Брит Ерланд Ље Ђао |

## Стреличарство
Мушкарци
| Такмичар         | Дисциплина  | Квалификације | Квалификације | Коло - 64 такмичара      | Коло - 32 такмичара | Шесестинафинала    | Четвртфинале       | Полуфинале         | Финалеl / БМ       | Финалеl / БМ     | Детаљи |
| Такмичар         | Дисциплина  | Бодови        | Место         | Противник Резултат       | Противник Резултат  | Противник Резултат | Противник Резултат | Противник Резултат | Противник Резултат | Пласман          | Детаљи |
| ---------------- | ----------- | ------------- | ------------- | ------------------------ | ------------------- | ------------------ | ------------------ | ------------------ | ------------------ | ---------------- | ------ |
| Драган Силановић | појединачно | 593           | 61            | Георгиј Ивањицки ПОР 4:6 | Није се пласирао    | Није се пласирао   | Није се пласирао   | Није се пласирао   | Није се пласирао   | Није се пласирао |        |

## Стрељаштво
У укупном пласману на основу освојених медаља Србија је за 4 златне медаље заузела друго мести иза Италије која је освојила 10 медаља (4+3+3).
Мушкарци
| Такмичар           | Дисциплина            | Квалихикације | Квалихикације | Финале           | Финале  | Детаљи |
| Такмичар           | Дисциплина            | Резултат      | Пласман       | Резултат         | Пласман | Детаљи |
| ------------------ | --------------------- | ------------- | ------------- | ---------------- | ------- | ------ |
| Димитрије Гргић    | 10 м ваздушни пиштољ  | 576           | 16            | Није се пласирао | 16 / 33 |        |
| Дамир Микец        | 10 м ваздушни пиштољ  | 579           | 8             | 201,8            |         |        |
| Дамир Микец        | 50 м пиштољ           | 567           | 1.            | 192,2            |         |        |
| Немана Миросављев  | 50 м МК пушка лежећи  | 614,0         | 16            | Није се пласирао | 16 /37  |        |
| Немана Миросављев  | 50 м МК пушка тростав | 1.146         | 18            | Није се пласирао | 18 /33  |        |
| Стеван Плетикосић  | 10 м ваздушна пушка   | 618,5         | 30            | Није се пласирао | 30 /35  |        |
| Миленко Себић      | 50 м МК пушка лежећи  | 614,3         | 14            | Није се пласирао | 14 /37  |        |
| Миленко Себић      | 50 м МК пушка тростав | 1.146         | 17            | Није се пласирао | 17 /33  |        |
| Милутин Стефановић | 10 м ваздушна пушка   | 622,8         | 17            | Није се пласирао | 17 /35  |        |
| Андрија Златић     | 50 м пиштољ           | 522           | 29.           | Није се пласирао | 29 /31  |        |

Жене
| Такмичарка        | Дисциплина            | Квалихикације | Квалихикације | Финале            | Финале   | Детаљи |
| Такмичарка        | Дисциплина            | Резултат      | Пласман       | Резултат          | Пласман  | Детаљи |
| ----------------- | --------------------- | ------------- | ------------- | ----------------- | -------- | ------ |
| Андреа Арсовић    | 10 м ваздушна пушка   | 415,9         | 4             | 207,8             |          |        |
| Андреа Арсовић    | 50 м МК пушка тростав | 576           | 20            | Није се пласирала | 20 /34   |        |
| Зорана Аруновић   | 10 м ваздушни пиштољ  | 388           | 4             | 199,5             |          |        |
| Зорана Аруновић   | 25 м пиштољ           | 575           | 18            | Није се пласирала | 18. / 29 |        |
| Ивана Максимовић  | 10 м ваздушна пушка   | 415,7         | 6.            | 123.1             | 6. /39   |        |
| Ивана Максимовић  | 50 м МК пушка тростав | 579           | 8.            | 430,4             | 4. / 34  |        |
| Јасна Шекарић     | 25 м пиштољ           | 575           | 17            | Није се пласирала | 17. / 29 |        |
| Бобана Величковић | 10 м ваздушни пиштољ  | 379           | 14.           | Није се пласирала | 14. /36  |        |

Мешовито
| Такмичари/ке                      | Дисциплина           | Квалихикације | Квалихикације | Полуфинале | Полуфинале   | Финале            | Финале  | Детаљи |
| Такмичари/ке                      | Дисциплина           | Резултат      | Пласман       | Резултат   | Пласман      | Резултат          | Пласман | Детаљи |
| --------------------------------- | -------------------- | ------------- | ------------- | ---------- | ------------ | ----------------- | ------- | ------ |
| Димитрије Гргић Бобана Величковић | 10 м ваздушни пиштољ | 481           | 2             | 156,4      | 4 у пф 2.    | Нису се пласирали | 8 / 17  |        |
| Милутин Стефановић Андреа Арсовић | 10 м ваздушна пушка  | 518           | 7 КВ          | 247,5      | 2 у пф 1. КВ | ПОР 3:5           | 4 / 12  |        |

## Теквондо

### Мушкарци
| Такмичар       | Дисциплина | Осмина финала       | Четвртфинале       | Полуфинале         | Репасаж            | Бронзана медаља    | Финале             | Финале  | Детаљи |
| Такмичар       | Дисциплина | Противник Резултат  | Противник Резултат | Противник Резултат | Противник Резултат | Противник Резултат | Противник Резултат | Пласман | Детаљи |
| -------------- | ---------- | ------------------- | ------------------ | ------------------ | ------------------ | ------------------ | ------------------ | ------- | ------ |
| Милош Гладовић | -58 кг     | Димитров ПОБ 8:7    | Брангаса ПОР 7:13  | Није се пласирао   | Сетар ПОБ 9:8      | Тункат ПОР 1:6     | Није се пласирао   | 5.      |        |
| Дамир Фејзић   | -80 кг     | Harchegani ПОР 0:12 | Није се пласирао   | Није се пласирао   | Лутало ПОР 7:8     | Није се пласирао   | Није се пласирао   | 7.      |        |

### Жене
| Такмичарка        | Дисциплина | Осмина финала         | Четвртфинале          | Полуфинале         | Репасаж            | Бронзана медаља    | Финале                | Финале            | Детаљи |
| Такмичарка        | Дисциплина | Противник Резултат    | Противник Резултат    | Противник Резултат | Противник Резултат | Противник Резултат | Противник Резултат    | Пласман           | Детаљи |
| ----------------- | ---------- | --------------------- | --------------------- | ------------------ | ------------------ | ------------------ | --------------------- | ----------------- | ------ |
| Тијана Богдановић | -49 кг     | Кран ПОБ 9:5          | Л. Заниновић ПОБ 2:1  | Абакарова ПОБ 7:6  |                    |                    | Мадок ПОР 9:0         |                   |        |
| Драгана Гладовић  | -57 кг     | Aghakishiyeva ПОБ 8:4 | А. Заниновић ПОР 1:14 | Није се пласирала  | Ким ПОБ WDR        | Гласновић ПОР 0:7  | Није се пласирала     | 5.                |        |
| Ана Бајић         | -67 кг     | Нур Татат ПОР 3:5     | Није се пласирала     | Није се пласирала  | Није се пласирала  | Није се пласирала  | Није се пласирала     | Није се пласирала |        |
| Милица Мандић     | +67 кг     | Поповић ПОБ 11:1      | Аламо ПОБ 12:3        | Конијева ПОБ 15:1  |                    |                    | Гладис Епанге ПОР 8:9 |                   |        |

## Триатлон
Мушкарци
| Такмичар         | Дисциплина  | Пливање 1,5 км | Бициклизам 40 км | Трчање 10 км | Укупно  | Заостатак | Пласман    | Детаљи |
| ---------------- | ----------- | -------------- | ---------------- | ------------ | ------- | --------- | ---------- | ------ |
| Огњен Стојановић | Појединачно | 19:31          | 57:38            | 33:08        | 1:51:29 | +2:58     | 18/46 (57) |        |

## Џудо

### Мушкарци
| Такмичар            | Дисциплина | 1. коло                  | Осмина финала         | Четвртфин.        | Полуфин.         | Репасаж             | Бронза           | Финале           | Пласман          | Детаљи |
| Такмичар            | Дисциплина | Против. Рез.             | Против. Рез.          | Против. Рез.      | Против. Рез.     | Против. Рез.        | Против. Рез.     | Против. Рез.     | Пласман          | Детаљи |
| ------------------- | ---------- | ------------------------ | --------------------- | ----------------- | ---------------- | ------------------- | ---------------- | ---------------- | ---------------- | ------ |
| Илија Цигановић     | 66 кг      | Дмитриј Шаршан ПОР       | Није се пласирао      | Није се пласирао  | Није се пласирао | Није се пласирао    | Није се пласирао | Није се пласирао | Није се пласирао |        |
| Марко Вукићевић     | 66 кг      | Kamal Khan-Magomedov ПОР | Није се пласирао      | Није се пласирао  | Није се пласирао | Није се пласирао    | Није се пласирао | Није се пласирао | Није се пласирао |        |
| Љубиша Ковачевић    | 73 кг      | Tommy Macias\| ПОБ       | Нугзари Таташвили ПОР | Није се пласирао  | Није се пласирао | Није се пласирао    | Није се пласирао | Није се пласирао | Није се пласирао |        |
| Немања Мајдов       | 81 кг      | Алан Кубичев ПОР         | Није се пласирао      | Није се пласирао  | Није се пласирао | Није се пласирао    | Није се пласирао | Није се пласирао | Није се пласирао |        |
| Дмитриј Герасименко | -90 кг     | David Klammert ПОБ       | Beka Gviniashvili ПОР | Није се пласирао  | Није се пласирао | Није се пласирао    | Није се пласирао | Није се пласирао | Није се пласирао |        |
| Александар Кукољ    | -90 кг     | Александар Мармељук ПОБ  | Quedjau Nhabali ПОБ   | Кристијан Тот ПОР | Није се пласирао | Илијас Илијадис ПОР | Није се пласирао | Није се пласирао | 7                |        |
| Стефан Јуришић      | -100 кг    | Domenico Di Guida ПОР    | Није се пласирао      | Није се пласирао  | Није се пласирао | Није се пласирао    | Није се пласирао | Није се пласирао | Није се пласирао |        |
| Божидар Божанић     | +100 кг    | Burak Serbest ПОБ        | Renat Saidov ПОР      | Није се пласирао  | Није се пласирао | Није се пласирао    | Није се пласирао | Није се пласирао | Није се пласирао |        |

### Жене
| Такмичарка   | Дисциплина | 1. коло              | Осмина финала      | Четвртфин.        | Полуфин.          | Репасаж           | Бронза            | Финале            | Пласман           | Детаљи |
| Такмичарка   | Дисциплина | Против. Рез.         | Против. Рез.       | Против. Рез.      | Против. Рез.      | Против. Рез.      | Против. Рез.      | Против. Рез.      | Пласман           | Детаљи |
| ------------ | ---------- | -------------------- | ------------------ | ----------------- | ----------------- | ----------------- | ----------------- | ----------------- | ----------------- | ------ |
| Јована Рогић | 57 кг      | Kifayat Gasimova ПОБ | Телма Монтеиро ПОР | Није се пласирала | Није се пласирала | Није се пласирала | Није се пласирала | Није се пласирала | Није се пласирала |        |